# 바클라이 드 톨리
크냐지 미하일 안드레아스 바르클라이 데 톨리 (Михаи́л Богда́нович Баркла́й-де-То́лли, 1761년 2월 16일 ~ 1818년 5월 14일)은 러시아 원정과 제6차 대프랑스 동맹 당시 러시아 제국의 육군 원수이자 국방부 장관이었다. 그는 이 시기 동안 육군의 보급 체계를 개선하고, 육군 병력 수를 2배로 증강시켰으며 새로운 전투 훈련 원칙을 적용하는 등 여러 군 개혁을 실행했다. 그는 또한 핀란드의 총독이기도 했다.
바르클라이 데 톨리는 스코틀랜드 바클리가의 일원이었던 리보니아의 발트 독일인 귀족 집안에서 태어났다. 그의 아버지는 처음으로 러시아 귀족으로 인정받았다. 바르클라이는 1776년의 어린 나이에 러시아 제국 육군에 참여했고, 츠코프 카리비너 여단에 들어갔다. 그는 1788년 오스만 제국과의 전쟁에서 오차코프를 점령하는데 큰 공을 세웠고, 그는 그리고리 포툠킨으로부터 훈장을 수여받았다. 이후 그는 제1차 러시아-스웨덴 전쟁에 참여했다. 1794년 그는 코시치우슈코 봉기에 참전해 빌뉴스를 점령하는 공을 세웠다.
1806년 바르클라이는 나폴레옹 전쟁에서 지휘관이 되었다. 그는 풀츠크 전투에서 뛰어난 업적을 보여주었다. 1807년 아일라우 전투에서는 러시아 육군의 철수를 엄호하던 중 부상을 입기도 했다. 이 부상으로 인해 그는 지휘관 자리에서 물러나게 되었다. 다음 해 그는 핀란드 전쟁에서 스웨덴에 맞서 성공적인 작전을 펼쳤다. 그는 얼어붙은 보트니아만을 통과하는 강행군을 통해 러시아군을 진격시켰다. 이후 러시아 제국 정부는 그의 공을 인정해 그를 핀란드 대공국의 총독으로 임명했다. 1810년부터 1월 20일부터 1812년 9월까지 그는 러시아 제국의 전쟁부 장관으로 일했다.
1812년 러시아 원정이 시작되었을 때 바르클라이 데 톨리는 나폴레옹 보나파르트를 상대하는 가장 큰 부대인 제1서부군을 지휘하게 되었다. 바르클라이는 총사령관으로 임명되었고, 그는 청야전술을 펼치기 시작했다. 이러한 그의 작전에 대해 러시아인들은 달갑지 않게 여겼다. 스몰렌스크 전투에서 프랑스군이 승리한 이후, 러시아인들 사이에서 그에 대한 불만은 커져 갔으며 알렉산드르 1세는 그를 대신해 총사령관으로 미하일 쿠투조프를 임명했다. 그러나 쿠투조프 역시 청야전술을 계속 이어나갔고, 보로디노 전투가 발발했다. 그러나 나폴레옹은 이후 러시아에서 철수했고, 바르클라이의 전략이 결정적으로 성공함으로써, 러시아인들은 그를 영웅으로 여겼다. 1813년 쿠투조프의 사망 이후, 바르클라이는 다시 한 번 사령관이 되었고, 1814년 파리 전투에서 파리를 점령하는 지휘군이 되었다. 이 공으로 그는 육군 원수가 되었다. 이후 그의 건강은 계속 악화되다가 1818년 독일 방문 중 그는 사망했다.